# رامون والدز
رامون والدز (انگلیسی: Ramón Valdés; ۲ سپتامبر ۱۹۲۳ – ۹ اوت ۱۹۸۸) بازیگر، بازیگر سینما، بازیگر تلویزیون، کمدین، و خواننده-ترانه‌پرداز اهل مکزیک بود. وی بین سال‌های ۱۹۴۹ تا ۱۹۸۸ میلادی فعالیت می‌کرد.
از فیلم‌ها یا برنامه‌های تلویزیونی که وی در آن نقش داشته است می‌توان به کودک هشت، گناه اشاره کرد.